# Cheshire Bears 2022
Questa voce raccoglie le informazioni riguardanti le Cheshire Bears nelle competizioni ufficiali della stagione 2022.

## NWFL Premiership 2022

### Stagione regolare
| Manchester 21 maggio 2022, ore 12:00 | Cheshire Bears | 13 – 40 | Leeds Carnegie Chargers | Belle Vue Sports Village |

| Manchester 21 maggio 2022, ore 14:00 | Teesside Steelers | 8 – 28 | Cheshire Bears | Belle Vue Sports Village |

| Tattenhall 11 giugno 2022, ore 12:00 | Cheshire Bears | 0 – 7 | Manchester Titans | Tattenhall Recreation Club |

| Tattenhall 11 giugno 2022, ore 14:00 | Cheshire Bears | 0 – 20 | Teesside Steelers | Tattenhall Recreation Club |

| Billingham 18 giugno 2022, ore 12:00 | Cheshire Bears | 23 – 20 | Manchester Titans | Billingham Rugby Club |

| Billingham 18 giugno 2022, ore 14:00 | Teesside Steelers | 30 – 22 | Cheshire Bears | Billingham Rugby Club |

| Horsforth 13 agosto 2022, ore 12:00 | Manchester Titans | 26 – 7 | Cheshire Bears | Yarnbury RFC |

| Horsforth 13 agosto 2022, ore 14:30 | Leeds Carnegie Chargers | 35 – 0 | Cheshire Bears | Yarnbury RFC |

### Playoff
| Upton-by-Chester 17 settembre 2022, ore 11:30 Semifinale | Birmingham Lions | 52 – 0 | Cheshire Bears | The Cheshire County Sports Club |

| Upton-by-Chester 17 settembre 2022, ore 13:30 Finale 3º - 4º posto | Cheshire Bears | 2 – 52 | Leeds Carnegie Chargers | The Cheshire County Sports Club |

## Statistiche di squadra
| Competizione      | %Vittorie | In casa | In casa | In casa | In casa | In casa | In casa | In trasferta | In trasferta | In trasferta | In trasferta | In trasferta | In trasferta | Totale | Totale | Totale | Totale | Totale | Totale |
| Competizione      | %Vittorie | G       | V       | N       | P       | Pf      | Ps      | G            | V            | N            | P            | Pf           | Ps           | G      | V      | N      | P      | Pf     | Ps     |
| ----------------- | --------- | ------- | ------- | ------- | ------- | ------- | ------- | ------------ | ------------ | ------------ | ------------ | ------------ | ------------ | ------ | ------ | ------ | ------ | ------ | ------ |
| Stagione regolare | .250      | 4       | 1       | 0       | 3       | 36      | 87      | 4            | 1            | 0            | 3            | 57           | 99           | 8      | 2      | 0      | 6      | 93     | 186    |
| Playoff           | .000      | 1       | 0       | 0       | 1       | 2       | 52      | 1            | 0            | 0            | 1            | 0            | 52           | 2      | 0      | 0      | 2      | 2      | 104    |
| Totale            | .200      | 5       | 1       | 0       | 4       | 38      | 139     | 5            | 1            | 0            | 4            | 57           | 151          | 10     | 2      | 0      | 8      | 95     | 290    |